# Jules Paul Brateau
Jules Paul Brateau, né le 2 novembre 1844 à Bourges et mort le 23 octobre 1923 à Fécamp, est un sculpteur, orfèvre, joaillier et potier d'étain français.
Il est l'un de ceux qui ont permis la renaissance de l'art de l'étain en France en insufflant un mouvement qui se poursuivra dans l'orfèvrerie de l'Art nouveau, jusqu'aux créations de l'Art déco.

## Biographie
Jules Brateau est l'élève d'Auguste Nadaud (1835-1889) à l'École nationale supérieure des arts décoratifs de Paris.
Après des débuts difficiles, il collabore avec les joaillers Boucheron, Henri Vever, Bapst et Falize. À partir de 1878, il se consacre à l'orfèvrerie d'étain dont il est l'un des initiateurs du renouveau dans le dernier quart du XIXe siècle. Ses œuvres d'une grande finesse sont d'abord inspirées de la Renaissance et du XVIIIe siècle, puis il se tourne vers l'Art nouveau durant les années 1890.
Il reçoit une médaille d'argent à l'Exposition universelle de 1878 et une médaille d'or à l'Exposition universelle de 1889 pour son aiguière et son plateau Les Arts en étain fondu et ciselé, réalisés entre 1887 et 1889. il est nommé chevalier de la Légion d'honneur en 1894[réf. souhaitée]. Il est membre du jury à l'Exposition universelle de 1900.
Jules Brateau a également réalisé des bustes, médaillons, médailles et bas-reliefs.
Il meurt le 23 octobre 1923 à Fécamp, où il est inhumé.
Certains de ses modèles d'orfèvrerie ont été réédités par Christofle et la Maison Chaumette.

## Œuvres
- Fécamp, musée des Pêcheries : Plat des Danaïdes, l'une des dernières œuvres de l'artiste, qui l'offrit au musée avec son dessin préparatoire et son moule.
- Paris :
  - musée des arts décoratifs : Le Secret, coffret émaillé par Paul Grandhomme, vers 1897, ivoire, or, émail peint sur cuivre, intérieur en acajou[3].
  - musée d'Orsay :
    - Plateau et aiguière Les Arts, entre 1887 et 1889, étain fondu et ciselé, médaille d'or à l'Exposition universelle de 1889[4] ;
    - Assiette à décor Vescia des haies, 1895, étain fondu[5] ;
    - Gobelet L'Olivier, 1897, étain fondu, ciselé et poli[6].

## Expositions
- 1905 : Biennale de Venise.
- 1925 : exposition rétrospective de l'œuvre de Jules Paul Brateau, ciseleur, orfèvre, potier d'étain, 1844-1923, du 26 février au 26 mars 1925 au musée des arts décoratifs de Paris
- 1995 : Biennale de Venise.

Œuvres de Jules Paul Brateau
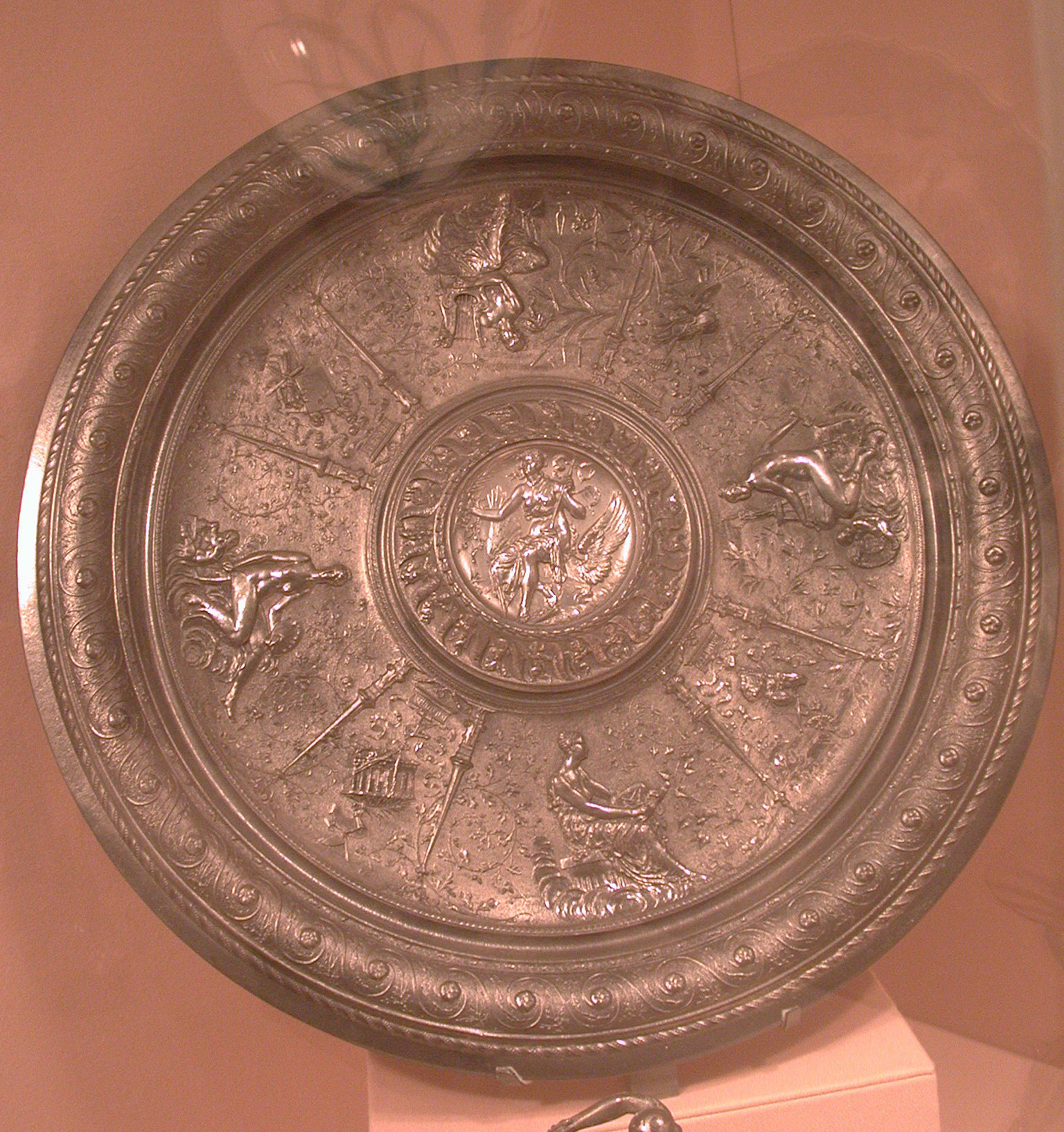
Plateau Les Arts (entre 1887 et 1889), New York, Metropolitan Museum of Art.
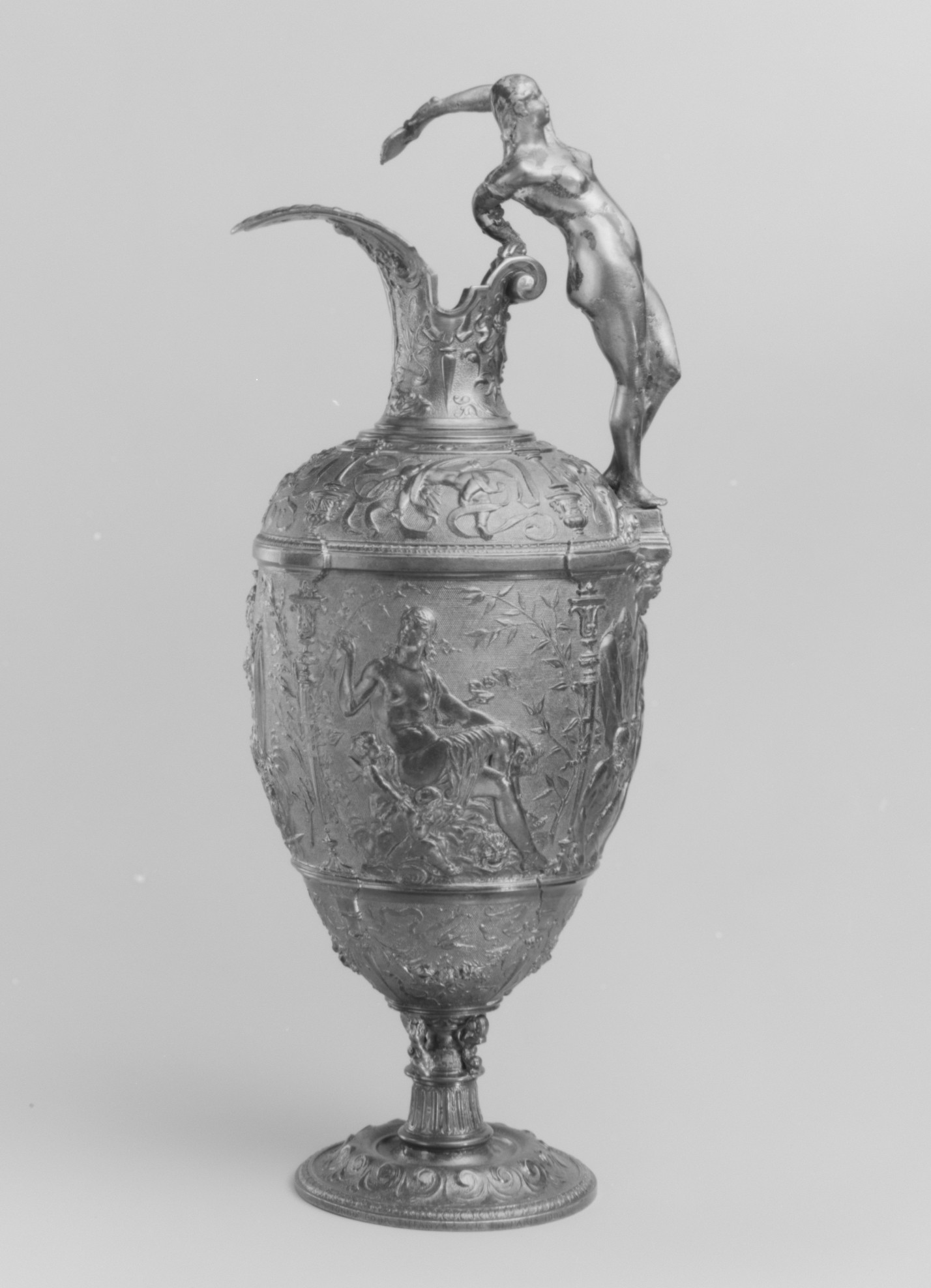
Aiguière Les Arts (entre 1887 et 1889), New York, Metropolitan Museum of Art[7].
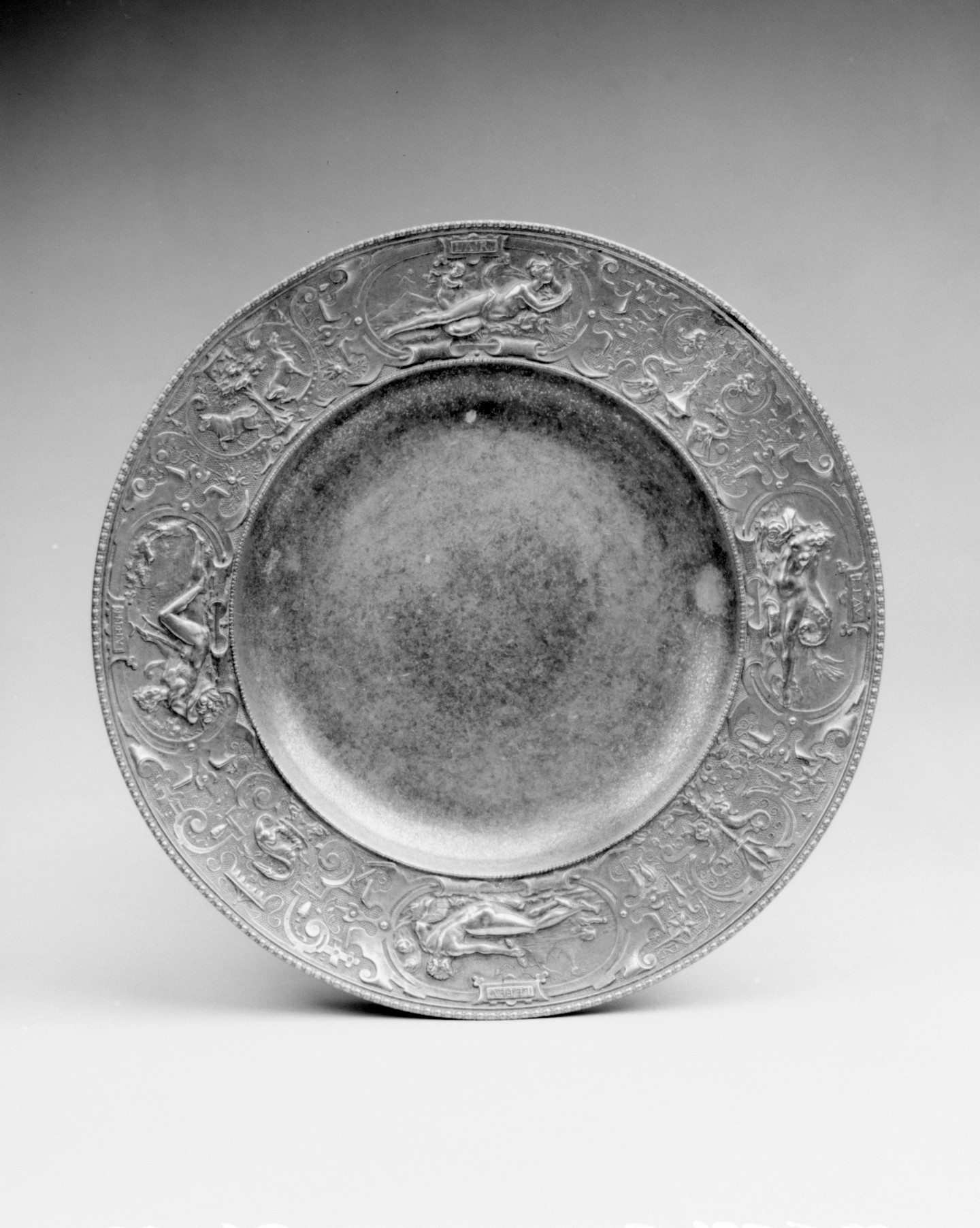
Assiette, New York, Metropolitan Museum of Art.
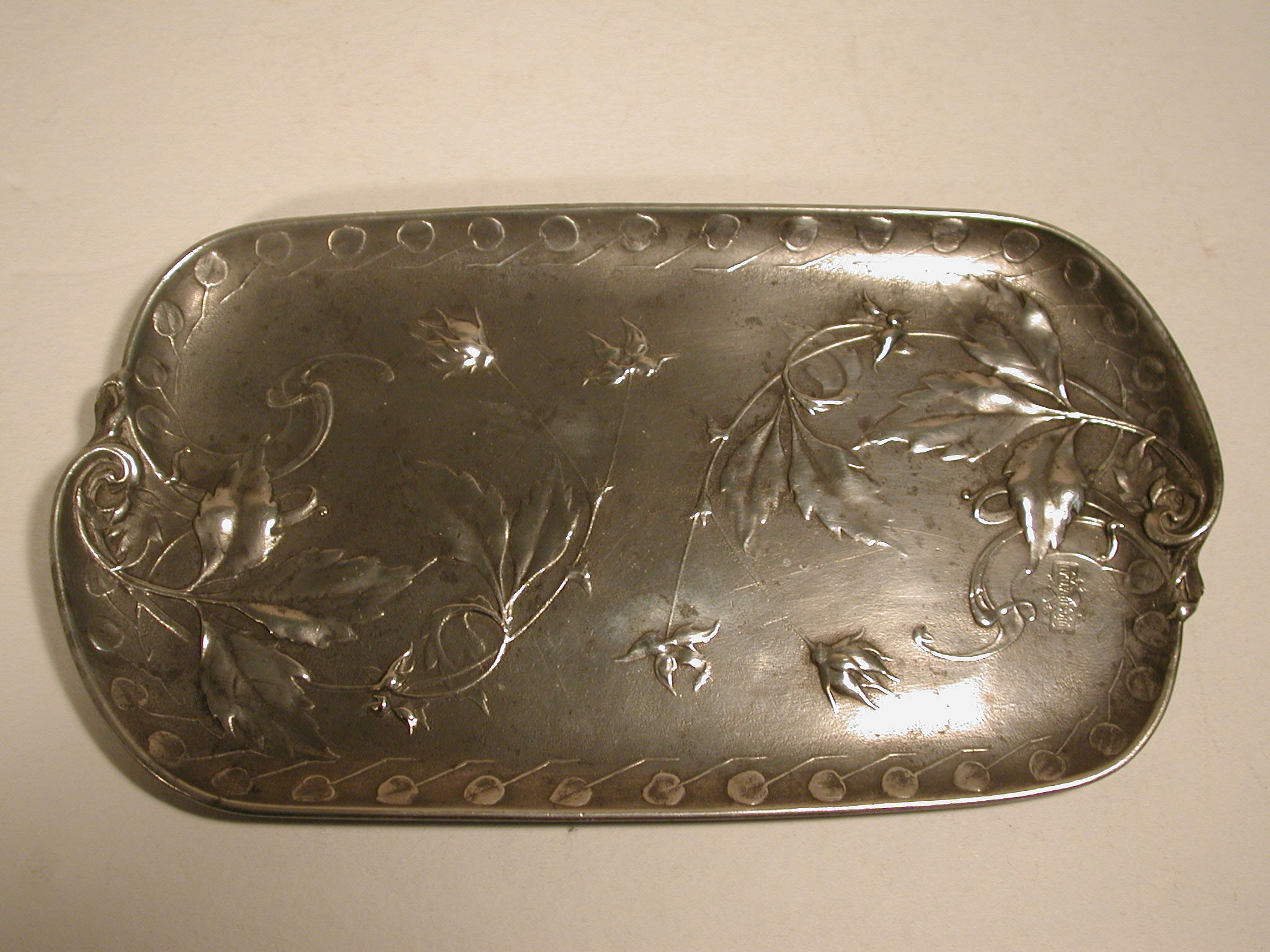
Plateau, New York, Metropolitan Museum of Art.
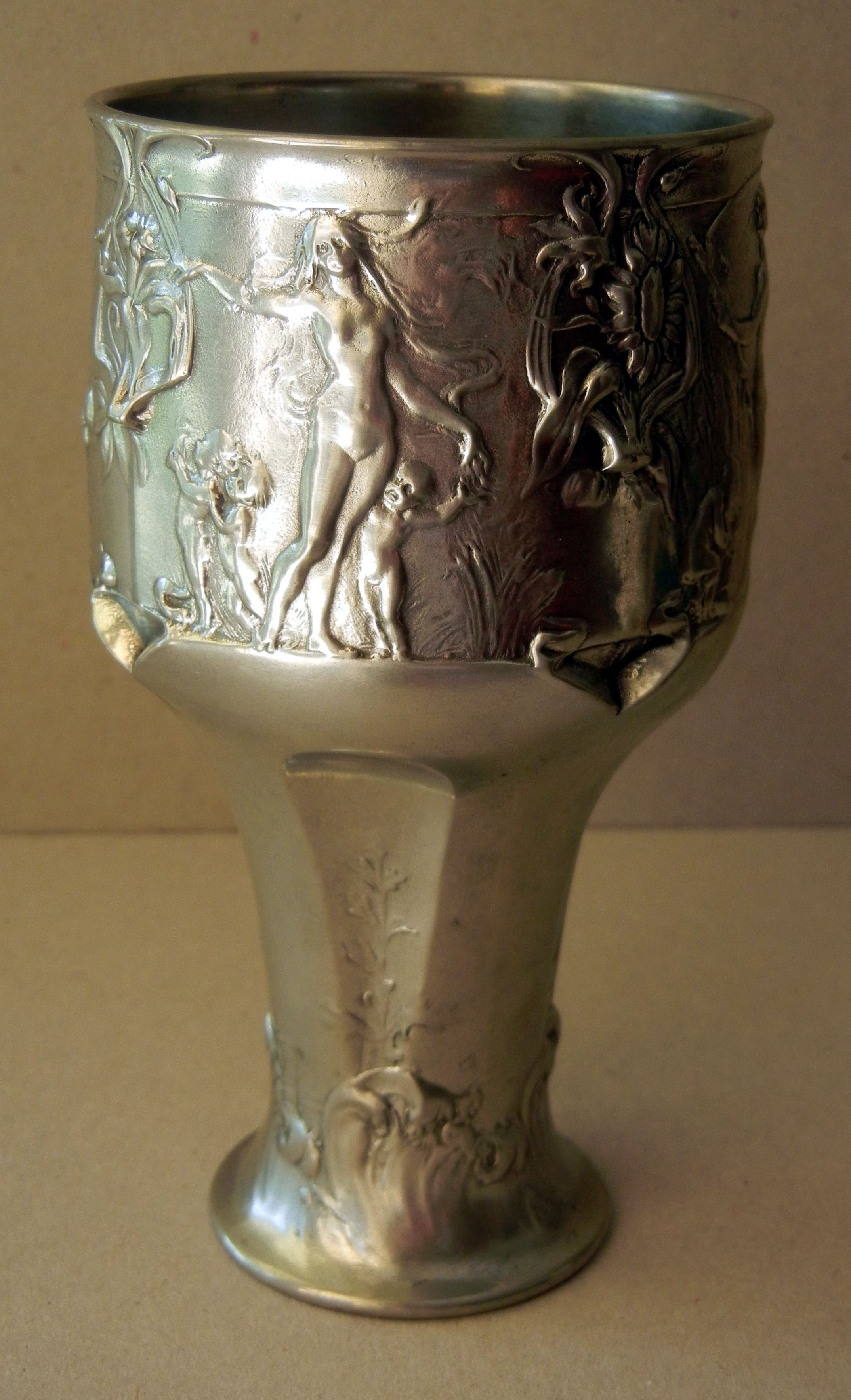
Gobelet en étain, localisation inconnue.